# Bludov (district de Šumperk)
Pour les articles homonymes, voir Bludov.
Bludov (en allemand : Blauda) est une commune du district de Šumperk, dans la région d'Olomouc, en République tchèque. Sa population s'élevait à 2 996 habitants en 2025.

## Géographie
Bludov est arrosée par la Morava et son affluent la Desná, et se trouve à 6 km au sud-ouest du centre de Šumperk, à 46 km au nord-ouest d'Olomouc et à 179 km à l'est de Prague.
La commune est limitée par Ruda nad Moravou au nord, par Dolní Studénky et Dolní Studénky à l'est, par Sudkov au sud-est, par Postřelmov au sud-ouest, et par Chromeč et Bohutín à l'ouest.

## Histoire
La première mention écrite de la localité date de 1200.

## Galerie

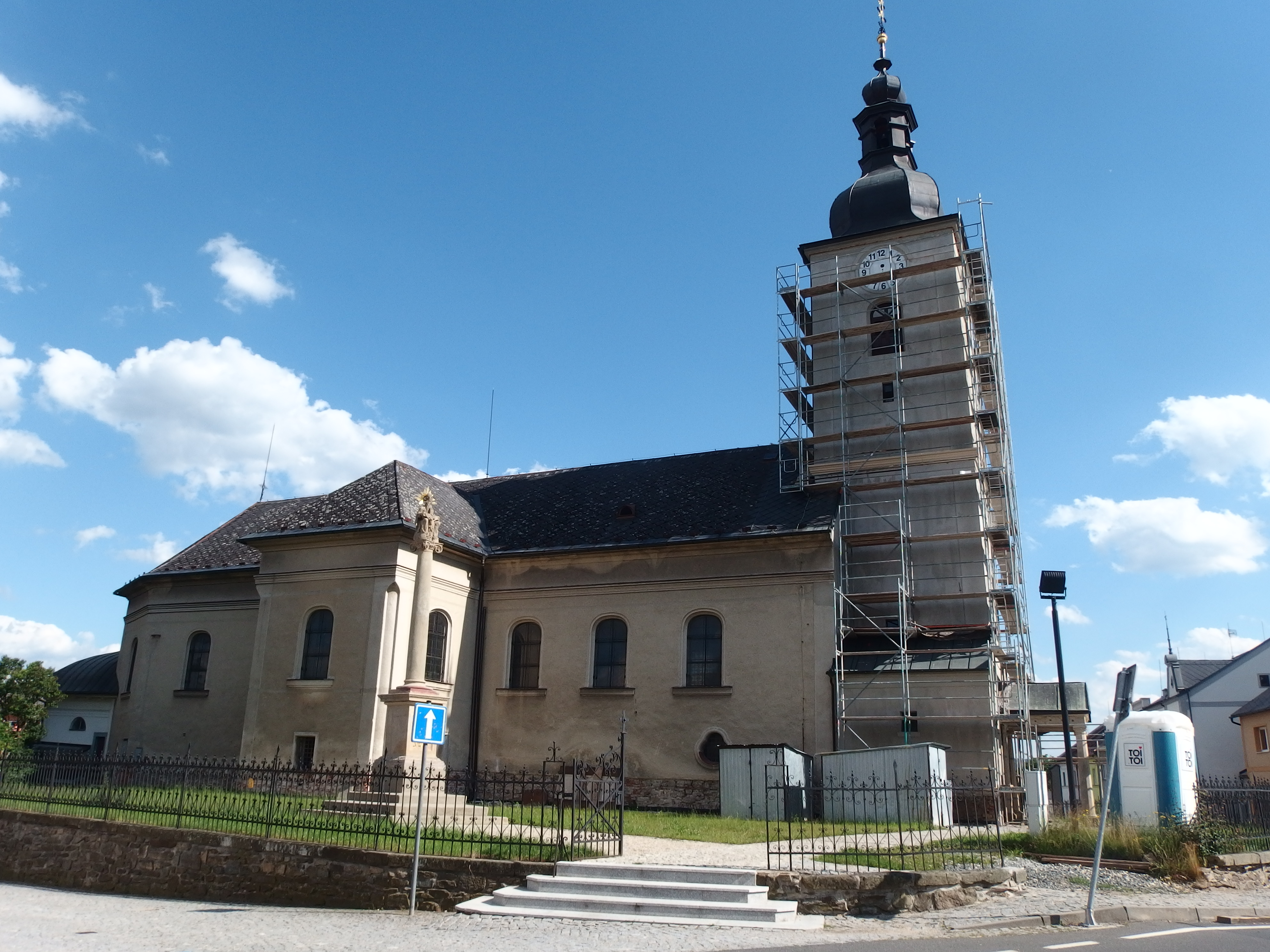
Église à Bludov.
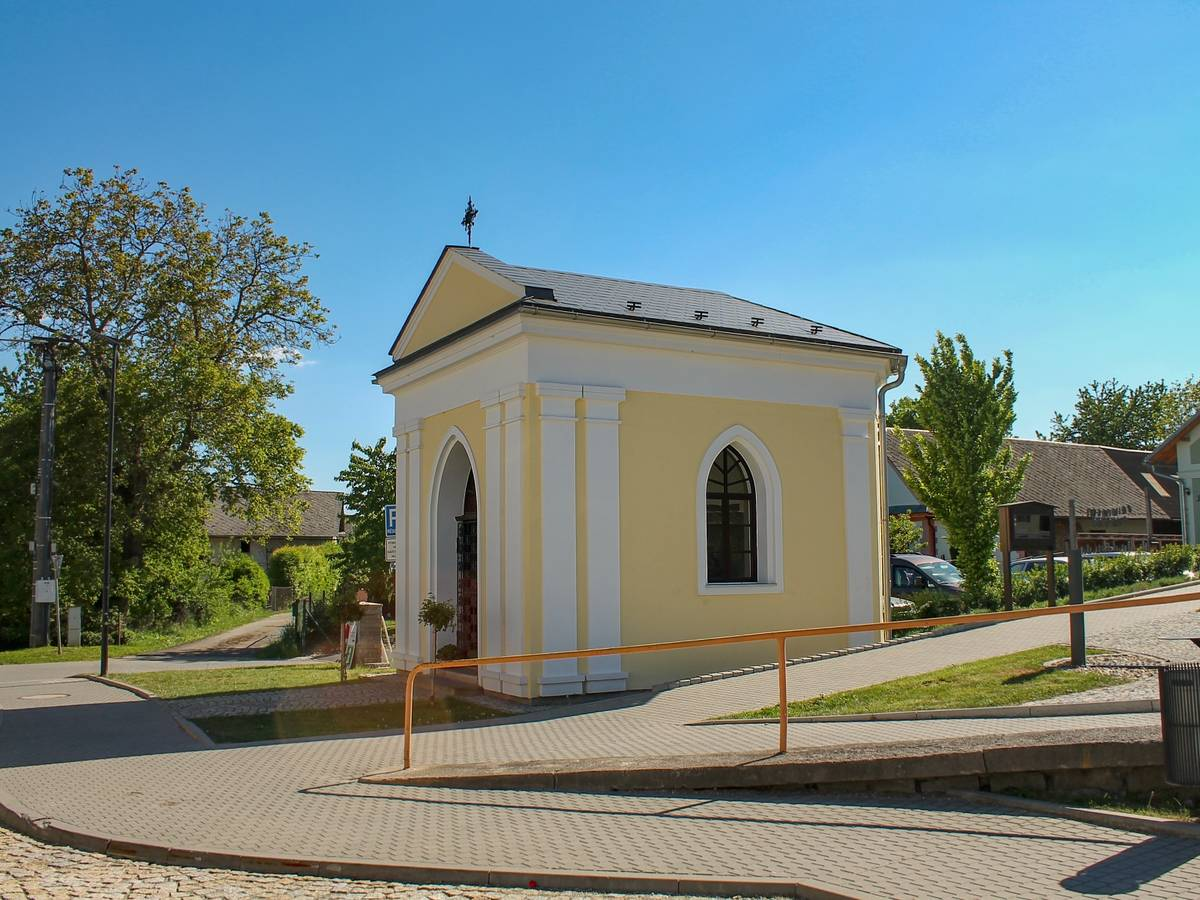
Chapelle de la Sainte-Croix.

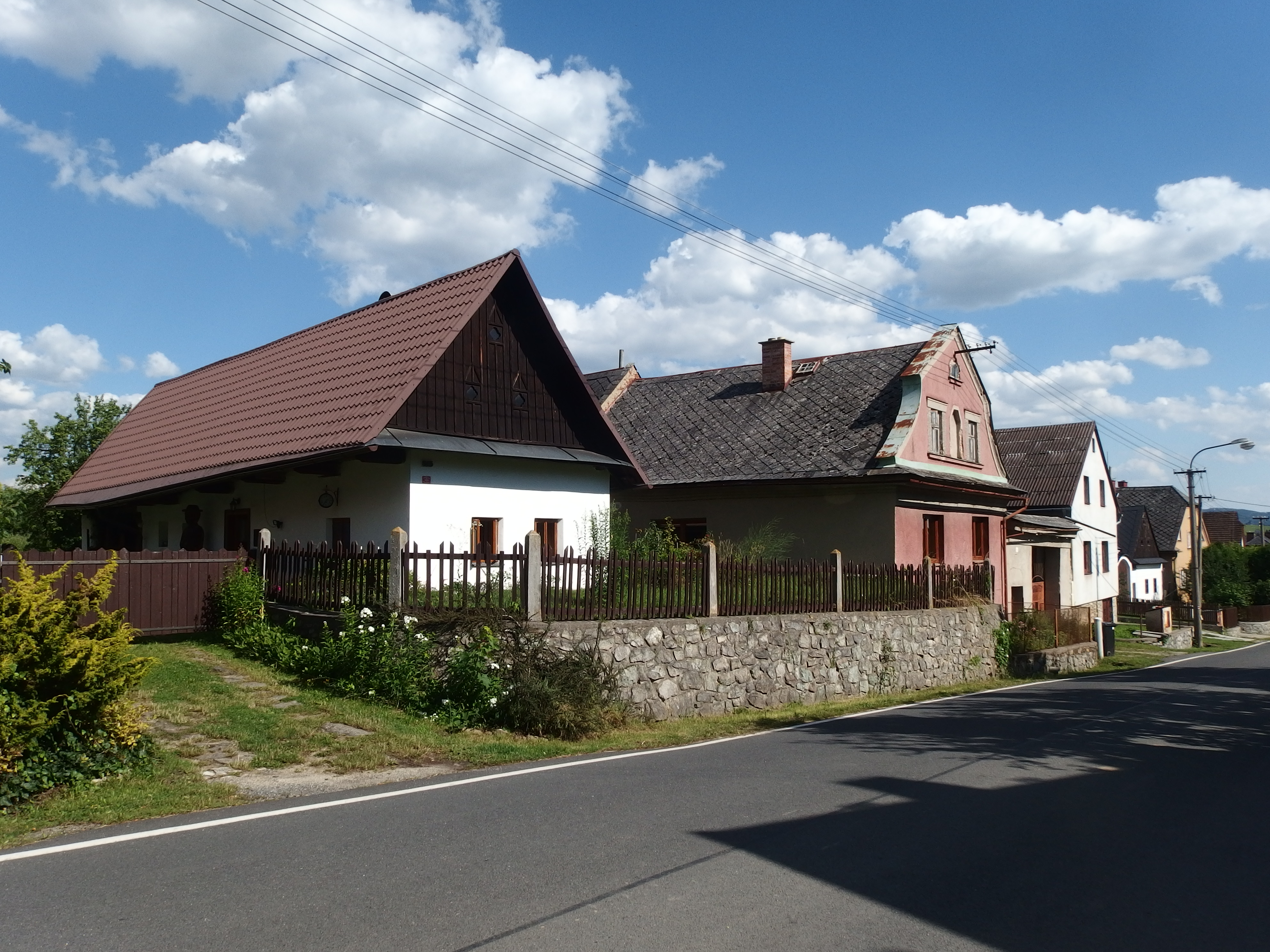
Maisons de la rue Jana Žižky.
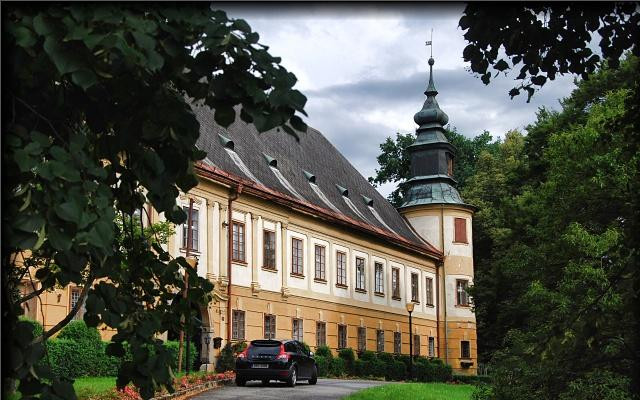
Château de Bludov.

## Transports
Par la route, Bludov se trouve à 5,5 km de Šumperk, à 54 km d'Olomouc et à 237 km de Prague.